# Bitterfeld-Wolfen
Bitterfeld-Wolfen – miasto w Niemczech, w kraju związkowym Saksonia-Anhalt, w powiecie Anhalt-Bitterfeld. Położone w południowo-wschodniej części kraju związkowego, na zachód od rzeki Muldy. Dominuje przemysł ciężki oraz wydobywczy (węgiel brunatny).
Miasto zostało utworzone 1 lipca 2007 roku przez połączenie miast Bitterfeld i Wolfen oraz mniejszych miejscowości: Greppin, Holzweißig i Thalheim, które stały się automatycznie dzielnicami.

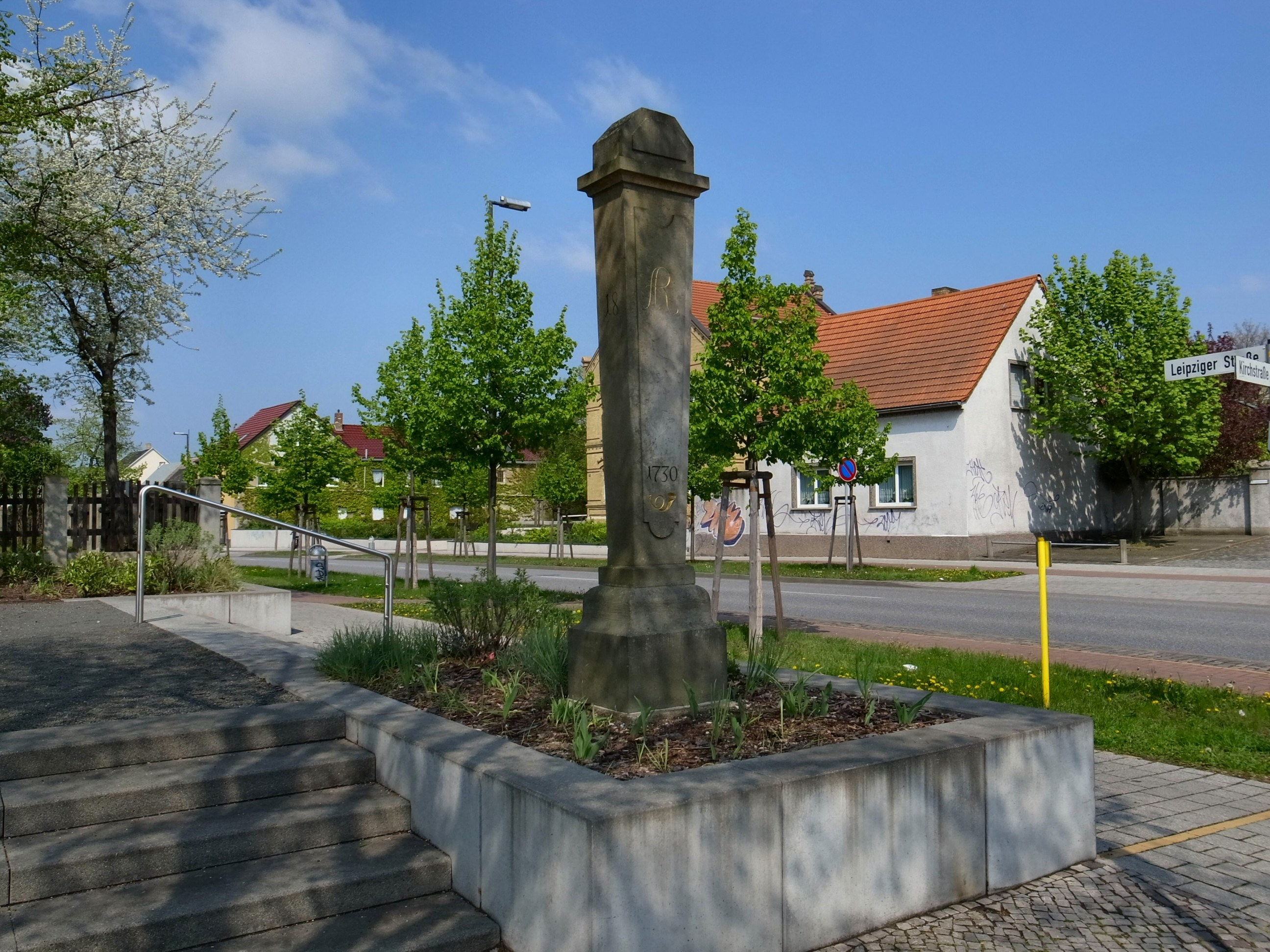
Pocztowy słup dystansowy króla Polski Augusta II z 1730 w Wolfen

## Współpraca
- Dzierżyńsk, Rosja
- Kamienna Góra, Polska
- Marl, Nadrenia Północna-Westfalia (kontakty utrzymuje dzielnica Bitterfeld)
- Vierzon, Francja
- Villefontaine, Francja
- Witten, Nadrenia Północna-Westfalia